# Prowincja Essen
Prowincja Essen (niem. Gau Essen) - prowincja (Gau) III Rzeszy od 1933 do 1945 roku w północnych częściach pruskiej prowincji Ren. Wcześniej, od 1928 do 1933 roku, była regionalnym poddziałem partii nazistowskiej w tym rejonie.

## Historia
System (nazistowskich) prowincji został pierwotnie ustanowiony na konferencji partyjnej 22 maja 1926 r. w celu usprawnienia administracji strukturą partyjną. Od 1933 r., po przejęciu władzy przez nazistów, (nazistowskie) prowincje coraz częściej zastępowały niemieckie kraje związkowe jako jednostki administracyjne w Niemczech.
Na czele każdej (nazistowskiej) prowincji stał Gauleiter, stanowisko, które stawało się coraz bardziej wpływowe, zwłaszcza po wybuchu II wojny światowej, z niewielką ingerencją z góry. Lokalni Gauleiterzy często zajmowali stanowiska rządowe, jak i partyjne, i byli odpowiedzialni między innymi za propagandę i nadzór, a od września 1944 r. także za Volkssturm i obronę prowincji.
Stanowisko Gauleitera w Essen piastował Josef Terboven przez całą historię prowincji. Po niemieckim podboju Norwegii w 1940 r. Hitler awansował Terbovena na Komisarza Rzeszy okupowanego kraju, gdzie rządził niemal absolutną władzą. Popełnił samobójstwo 8 maja 1945 r., detonując 50 kilogramów materiałów wybuchowych w bunkrze. Podczas gdy Terboven przebywał w Norwegii, zastępca Gauleitera, Fritz Schlessmann, zarządzał prowincją w charakterze pełniącego obowiązki.
Jako Gauleiter, Schlessmann odpowiadał za środki obrony przeciwlotniczej w Essen przez całą wojnę. Jako duży ośrodek przemysłowy i miejsce zakładów zbrojeniowych Krupp, Essen było częstym celem bombardowań alianckich. Jesienią 1944 r. Schlessmann został mianowany dowódcą lokalnych sił Volkssturmu w Essen i otrzymał również zadanie ulepszenia fortyfikacji wzdłuż linii obronnej Zygfryda przylegającej do jego prowincji. 9 listopada 1944 r. awansował do stopnia SS-Obergruppenführera.
Od lutego do marca 1945 r. w ramach bitwy pod Reichswaldem alianci posuwali się dalej w głąb prowincji.
Prowincja miała powierzchnię 1900 km² i populację 2 800 000, co plasowało ją w środku tabeli pod względem wielkości i populacji na liście (nazistowskich) prowincji.

## Podział administracyjny
Prowincja Essen dzieliła się na 9 okręgów:
- Dinslaken
- Duisburg
- Essen - siedziba prowincji
- Geldern
- Kleve
- Moers
- Mülheim
- Oberhausen
- Rees